# کارآیی (مدیریت)
کارایی (به انگلیسی: efficiency) مفهومی است که هزینهٔ منابع صرف شده در فرایند کسب هدف را ارزیابی می‌کند. بدین صورت که مقایسهٔ خروجی‌ها به‌دست آمده با ورودی‌هایِ مصرف شده میزان کارایی را مشخص می‌کند. برای سنجش کارایی، هزینهٔ تأمین منابع انسانی، هزینهٔ استفاده از تجهیزات، نگهداری تسهیلات و نرخ بازگشت سرمایه و نظایر آن مورد ملاحظه قرار می‌گیرد.
در این تعبیر از کارایی، کاراترین سرپرست کسی است که واحدش بتواند با کمترین هزینه مواد و دستمزد روزانه کار کند.

## جُستارهای وابسته
- اثربخشی
- بهره‌وری